# Герб Обояни
Герб Обоя́ни — официальный символ города Обоянь и городского поселения город Обоянь Курской области России.

## Описание
Положение о гербе Обояни даёт следующее описание герба:
В золотом поле идущий чёрный хорёк
Также разрешается использовать версию герба с муниципальной трёхзубчатой короной с золотым обручем, что соответствует статусу центра муниципального района.

## Символика
Использование хорька отсылает к историческому гербу города и указывает на обилие этого зверя в окрестностях города.
Использованные цвета обозначают:
- золотой (жёлтый) – высшая ценность, богатство, солнечный цвет;
- чёрный — благоразумие, мудрость, скромность, честность и вечность бытия[2].

## История
Первый герб Обояни был утверждён Екатериной II 8 января 1780 года. На изначальной версии герба в верхней части располагались три куропатки — символ Курского наместничества, в которое входила Обоянь.

В 1860 году в рамках геральдической реформы Бориса Кёне был разработан проект нового герба, однако он не был утверждён:
В золотом щите черный идущий хорек. В вольной части — герб Курской губернии. Щит венчала серебряная стенчатая корона, окружали золотые колосья, соединенные Александровской лентой.
В 2019 году при губернаторе Курской области была создана Геральдическая комиссия, призванная осовременить гербы муниципальных образований области. По заказу администрации города новый герб обояни разработал Юрий Росич, специалист сетевого издания «Геральдика.ру». Новый герб был утверждён советом депутатов 19 ноября 2020 года и зарегистрирован в Государственный геральдический регистре в феврале 2021 года.